# Ruta E-89
Es un Ramal de la Autopista Los Libertadores que abarca las Regiones de Valparaíso en el Valle Central de Chile. El Ramal se inicia en Auco y finaliza en San Felipe.

## Ramal Autopista Los Libertadores

### Sectores del Ramal
- Auco·San Felipe 25 km de calzada simple.

### Enlaces
- kilómetro 0 Enlace Auco-Autopista Los Libertadores
- kilómetro 0,2 Santuario Santa Teresa
- kilómetro 5 Rinconada
- kilómetro 7 Cruce Los Andes
- kilómetro 10 Restaurante Juan y Medio
- kilómetro 13 Cruce Los Andes
- kilómetro 20 Monasterio·Autopista Los Andes.

- Datos: Q6113952